# Wikipedia
Wikipedia is een meertalige internetencyclopedie, die door vrijwillige schrijvers wordt geschreven. Wikipedia wordt gepubliceerd onder een vrije licentie, waardoor de inhoud elders (mits voorzien van bronvermelding) te gebruiken is. De website is eigendom van de Amerikaanse Wikimedia Foundation. Het is het oudste en bekendste project van deze organisatie.
Wikipedia is in 2001 opgezet in de vorm van een wiki, zodat elke inhoudelijke pagina in beginsel door iedere bezoeker bewerkt kan worden. Voor Wikipedia is een apart computerprogramma ontworpen. Deze software, MediaWiki, is opensourcesoftware die ook gebruikt wordt door de andere projecten van de Wikimedia Foundation en door vele andere projecten en bedrijven.
Een bewerker van Wikipedia wordt een Wikipediaan genoemd, als groep wordt gesproken over de Wikipediagemeenschap (Engels: Wikipedia community).
De Europese Verordening digitale diensten beschouwt Wikipedia als een zeer groot onlineplatform, en legt bijhorende verplichtingen op.

## Vijf zuilen
Op Wikipedia zijn in de beginfase door de oprichters en Engelstalige gebruikers allerlei richtlijnen en beginselen geformuleerd die voor alle bewerkers gelden. In 2005 maakte een gebruiker een samenvatting in vijf universele beginselen die five pillars werden genoemd, vertaald als de vijf zuilen. Het gaat om de volgende principes:
1. Wikipedia combineert eigenschappen van gespecialiseerde encyclopedieën, almanakken en geografische woordenboeken (boeken met alfabetische beschrijvingen van plaatsen), het is geen woordenboek of krant.
2. Wikipedia wordt geschreven vanuit een neutraal standpunt, gebaseerd op feitelijkheden. Wikipedia streeft naar artikelen die de verschillende relevante standpunten op een onpartijdige manier beschrijven. De inhoud moet daarbij gecontroleerd kunnen worden in betrouwbare bronnen die bij de betreffende tekst worden genoemd.
3. Wikipedia auteurs stellen de inhoud ter beschikking als vrije inhoud (content) die iedereen mag gebruiken, bewerken en verspreiden.
4. De bewerkers van Wikipedia dienen elkaar beleefd en respectvol te behandelen, ook als verschil van mening bestaat. Aanvallen op de persoon horen te worden vermeden en nieuwkomers open tegemoet getreden.
5. Er bestaan regels en richtlijnen maar ze zijn niet in steen gebeiteld, ze kunnen veranderen met de loop der tijd. Hoofdzaak is de inhoud te bewerken met gezond verstand volgens bovenstaande principes, wetend dat alles eenvoudig veranderd en hersteld kan worden, alle bewerkingen worden bewaard.

Buiten Wikipedia, in een rechtszaak voor de gewone civiele of strafrechter, gelden niet de richtlijnen van Wikipedia maar de rechtsregels van het betreffende land.

## De naam Wikipedia
De naam Wikipedia is een samentrekking van wiki, dat in het Hawaïaans snel betekent, en het Engelse woord encyclopedia. Een bewerker van Wikipedia wordt een Wikipediaan genoemd. Het Engelse woord Wikipedian staat sinds augustus 2012 in het Oxford English Dictionary.

## Geschiedenis

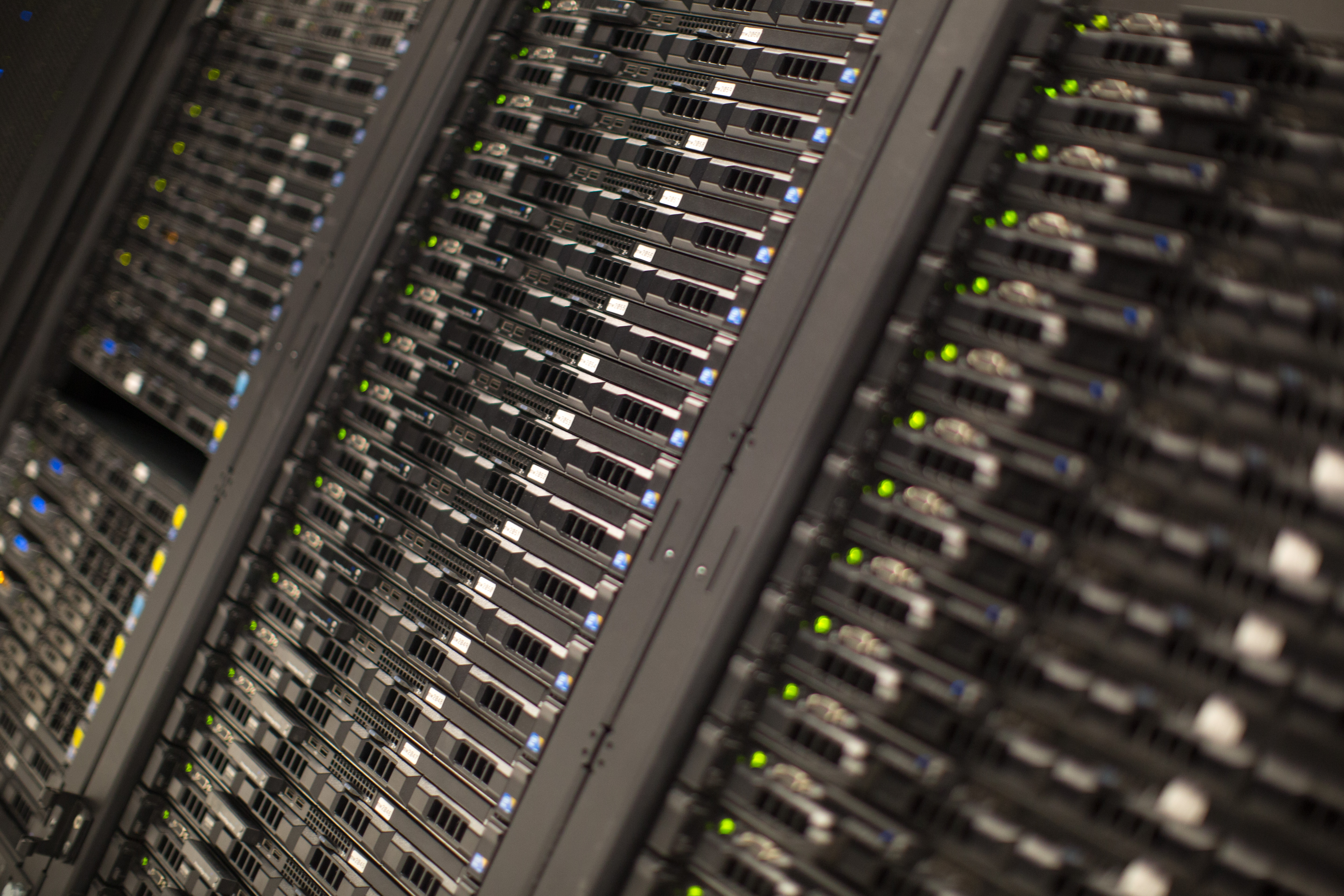
Servers van Wikimedia in Carrollton, Texas

### Kenmerken van het project
Wikipedia was de eerste serieuze, algemene, digitale encyclopedie waarbij met het wiki-concept gewerkt werd. Daardoor wordt actuele informatie vaak snel op Wikipedia verwerkt. Daar verwijst het woord wiki (snel) ook naar.
Kenmerkend voor het project en het succes ervan is ook dat de inhoud onder een vrije licentie valt. Alle tekst en andere media, zoals beeld en geluid worden door Wikipedia door middel van de GFDL- (en sinds 2008) CC BY-SA-licentie vrijgegeven en beschikbaar gesteld aan het publiek. Iedere auteur blijft eigenaar van zijn bijdrage, maar anderen kunnen voortbouwen op individuele bijdragen. De vrijgave van bijdragen onder de CC BY-SA-licentie is definitief en kan niet ingetrokken worden. Eenieder is daarmee gerechtigd de inhoud kosteloos te verspreiden en te wijzigen, terwijl niemand de toegang tot een uit Wikipedia overgenomen en eventueel gewijzigde inhoud kan worden onthouden. Wikipedia presenteert zich daarbij uitdrukkelijk als een encyclopedie en niet als bijvoorbeeld een woordenboek, discussieforum of webportaal. Voor lexicografische informatie is het zusterproject Wiktionary (in het Nederlands WikiWoordenboek) in het leven geroepen.
Voor mobiele apparaten zijn ook speciale apps beschikbaar.

### Voorgeschiedenis
Over de documentering van de menselijke kennis wordt al vele jaren nagedacht. Onder anderen de bibliograaf Paul Otlet, bedenker van de Universele Decimale Classificatie (UDC), wijdde zijn leven aan de vraag hoe gegevens en kennis toegankelijk gemaakt kunnen worden in een Universeel Boek of een vernuftig kaartsysteem met behulp van een machinaal systeem. Later streefde Herbert George Wells naar een World Brain, een samenvatting van alle kennis op microfilm. Ook Vannevar Bush dacht dat de toekomst van volledige documentatie lag in een systeem met microfilm: Memex. In 1960 begon Ted Nelson met zijn Project Xanadu dat gebruikmaakte van hypertekst. De Compton's Interactive Encyclopedia van Philips' CDI (1992) en Encarta (1993) van Microsoft waren de eerste encyclopedieën op cd-rom die gebruikmaakten van hyperlinks. Wikipedia is een modern antwoord en maakt gebruik van de nieuwe mogelijkheden van www, internet en software voor samenwerking.

### Oprichting
Wikipedia werd in 2001 opgericht door de Amerikaanse ondernemer Jimmy Wales, samen met zijn medewerker Larry Sanger. In 2003 droeg Wales zijn rechten op de naam Wikipedia, de website zelf en de servers waarop deze draaide over aan de Wikimedia Foundation. Deze stichting richtte hij op om het behoud en de verdere ontwikkeling van Wikipedia langdurig mogelijk te maken. De stichting leeft bijna uitsluitend van donaties en had anno 2017 in de Verenigde Staten ongeveer 280 betaalde medewerkers. Wikipedia zelf wordt echter door vrijwilligers beheerd en geschreven.

### Eerste opzet

Systeemarchitectuur van de servers van Wikipedia, mei 2009

Het project Wikipedia begon met een conversatie tussen twee internetvrienden, Larry Sanger, hoofdredacteur van Nupedia en Ben Kovitz, een computerprogrammeur en bèta-wetenschapper, op de avond van 3 januari 2001 in San Diego (Californië). Kovitz had al eerder te maken gehad met een ander soort wikiproject. Toen hij het basisconcept aan Sanger uitlegde, zag deze onmiddellijk dat het wikiformat geschikt zou zijn voor het opzetten van een opener, minder formeel project dan Nupedia.
Vier maanden daarvoor hadden Sanger en zijn baas Jimmy Wales, president-directeur van Bomis, Inc., al eens verschillende mogelijkheden besproken om naast Nupedia een opener, aanvullend project te beginnen. Het kostte Sanger dus niet veel moeite om Wales over te halen een wiki voor Nupedia op te zetten. Nupedia's eerste wiki ging online op 10 januari 2001. Van de kant van de auteurs en redacteuren van Nupedia kwam echter het nodige protest tegen het plan om Nupedia zo nauw te associëren met een webpagina, gebaseerd op het wikiconcept. Daarom kreeg het nieuwe project per 15 januari de naam 'Wikipedia' en een eigen, onafhankelijk adres op het web. Deze datum werd later uitgeroepen tot Wikipediadag.
Nieuwe deelnemers meldden zich aan via een publicatie van Slashdot in maart en juli. Ook andere publicaties trokken deelnemers, zoals die op Kuro5hin. Zoekmachines (vooral Google) en andere portals dirigeerden dagelijks honderden potentiële deelnemers naar Wikipedia. Op 12 februari 2001 werd in de Engelstalige Wikipedia de eerste mijlpaal van 1000 artikelen (pagina's) overschreden; daarna groeide het aantal artikelen met circa 1000 per maand en inmiddels (2020) met ongeveer 150.000 per maand.
Op 19 juni 2001 ging de Nederlandstalige versie van Wikipedia van start.

### Groei
De oorspronkelijke en verreweg de grootste van alle Wikipedia's is de Engelstalige versie, die van start ging op 15 januari 2001. Het oorspronkelijke doel was te komen tot een minimum van 100.000 artikelen. Toen dat aantal eenmaal was bereikt, ging de groei echter nog volop door.
Vanaf de zomer van 2001 zijn er naast de oorspronkelijke Engelstalige versie steeds meer Wikipedia's in andere talen gestart. Na de Engelstalige waren in 2015, gemeten naar het aantal individuele artikelen, de Duits-, Frans-, Nederlands- en Zweedstalige Wikipedia's het grootst. Opgemerkt moet worden dat dit niets zegt over de grootte, de (gemiddelde) kwaliteit of de diversiteit van de artikelen. In totaal waren er in februari 2015 meer dan 34 miljoen artikelen te vinden in 288 verschillende talen.
Er zijn ook enkele Wikipedia's opgestart in minderheidstalen, dialecten en inmiddels uitgestorven talen (zoals het Latijn en Oudengels). Zo bevatte de Wikipedia in het Zazaki begin 2010 ongeveer 2800 artikelen. Er zijn eveneens versies begonnen in enkele bekende kunsttalen, zoals het Esperanto en het Klingon. Een aantal van deze Wikipedia's bleek echter over onvoldoende vaste bijdragers te beschikken om de projecten draaiende te houden. Deze weinig levensvatbare projecten zijn inmiddels weer gesloten of in de Wikimedia Incubator beland.
De meeste opslagcapaciteit is nodig voor de afbeeldingen en andere media die op Wikipedia gebruikt worden. Op 15 januari 2009 meldde Wikizine dat er 48 terabyte opslagruimte beschikbaar was gekomen voor Wikimedia Commons. Op dat moment werd daar 5 terabyte van gebruikt.

### Verdere ontwikkeling

#### Logo
In de maanden augustus en september 2003 werd een internationale logowedstrijd gehouden. Het logo van Paul Stansifer werd met grote meerderheid verkozen. Daarna werd dit aangepast tot een grijze versie op basis van hetzelfde idee.

#### Culturele samenwerking
Vanaf 2005 begonnen de bewerkers (users, in het Nederlands vaak "gebruikers" genoemd) op Wikipedia steeds meer samen te werken met culturele instellingen en andere organisaties om meer materiaal beschikbaar te krijgen voor het gebruik op Wikipedia. Er wordt samengewerkt met onder andere musea, galeries, archieven en bibliotheken om zo meer specialistische informatie en vooral ook beeldmateriaal om meer artikelen hiervan te kunnen voorzien. In Nederland leverde bijvoorbeeld het Tropenmuseum meer dan 8.000 afbeeldingen over de Marrons, Suriname en Indonesië, het Nationaal Archief in Den Haag en Spaarnestad Photo te Haarlem doneren ruim 1100 foto's van Nederlandse politici en belangrijke gebeurtenissen in Nederland en het Amsterdam Museum doneerde in 2011 zijn digitale collectie van 55.000 foto's. De Rijksdienst voor het Cultureel Erfgoed (RCE) heeft in september 2012 van de 555.000 afbeeldingen van haar collectie er 465.000 vrijgegeven met een maximale pixelgrootte van 1200 pixels onder de CC BY-SA 3.0 NL licentie.

##### Wikipedian in Residence
Sinds 2010 wordt de samenwerking tussen Wikipedia en culturele instellingen verder geïntensiveerd met de aanstelling van een 'Wikipedian in Residence' bij de instellingen zelf om hun materiaal via Wikipedia te ontsluiten.

#### Langere termijn
Op 15 januari 2016, de 15e verjaardag van Wikipedia, werd bekend dat er een fonds was opgericht, de Wikimedia Endowment, dat de komende 10 jaar 100 miljoen dollar moet gaan inzamelen teneinde het voortbestaan van Wikipedia op de lange termijn te garanderen.

### Erkenningen
In mei 2004 ontving Wikipedia de Golden Nica voor digitale gemeenschappen van de jaarlijkse Prix Ars Electronica-wedstrijd. Later dat jaar ontving Wikipedia de Judges' Webby Award in de categorie "community". Wikipedia werd ook genomineerd voor de "Best Practices" prijs.
In 2007 stemden de lezers van de website brandchannel.com voor Wikipedia als 4de in de lijst van merken, via het antwoord op de vraag "Welk merk had de grootste invloed op onze levens in 2006?"

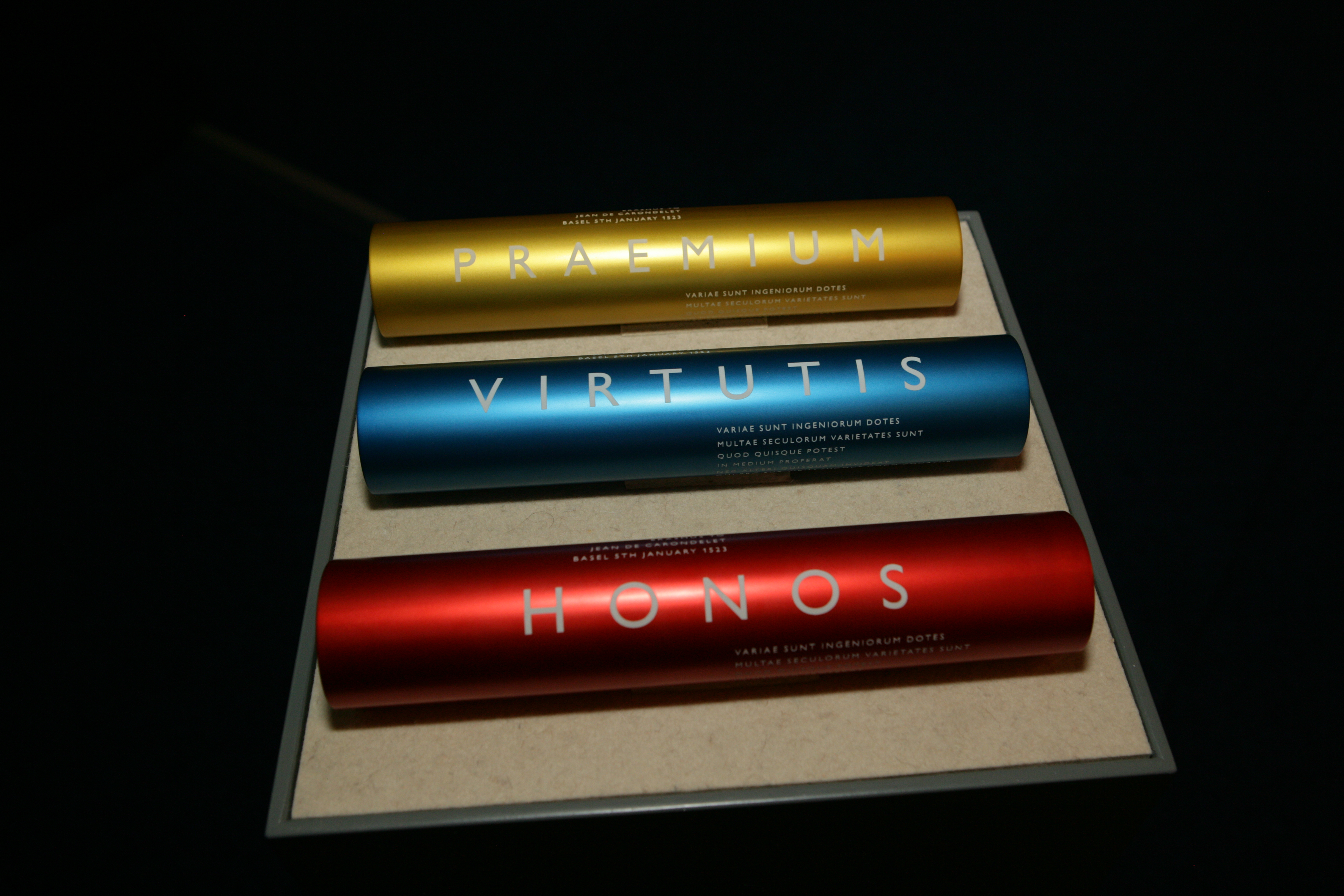
De Erasmusprijs 2015

In september 2008 ontving Wikipedia de "Quadriga A Mission of Enlightenment" van Werkstatt Deutschland samen met Boris Tadić, Eckart Höfling en Peter Gabriel. Deze prijs werd aangeboden aan Jimbo Wales door David Weinberger.

#### Erasmusprijs
Op 15 januari 2015 kreeg de Wikipediagemeenschap de Erasmusprijs toegekend, "omdat zij de verspreiding van kennis heeft bevorderd door een allesomvattende, voor ieder toegankelijke encyclopedie op te zetten". Volgens de organisatie van de prijs droeg Wikipedia door haar open karakter bij aan het besef dat bronnen van kennis niet neutraal zijn en steeds gewogen moeten worden. Met deze kritische aandacht sloot Wikipedia goed aan bij het gedachtegoed van Erasmus. Op 25 november 2015 reikte koning Willem-Alexander deze prijs uit aan drie vertegenwoordigers van de gemeenschap.

#### Prinses van Asturiëprijs
Op 17 juni 2015 werd de jaarlijkse Prinses van Asturiëprijs voor internationale samenwerking toegekend aan Wikipedia.

## Knelpunten

### Vandalisme
Wikipedia heeft net als andere wiki's te kampen met vandalisme. Hiervoor zijn hulpmiddelen beschikbaar om vandalisme te bestrijden en bijvoorbeeld misbruik van sokpopaccounts op te sporen.
'Onzichtbaar vandalisme' en hoaxen blijken echter hardnekkiger te zijn. Door subtiele wijzigingen (beperkte weglatingen of wijziging van de opmaak) kan een heel andere wending aan een artikel worden gegeven. Ook kan iemand per ongeluk foutieve informatie toevoegen. Wanneer niemand doorheeft dat de informatie onjuist is, kan die maandenlang op Wikipedia blijven staan. Zo zijn er gevallen bekend van artikelen over niet-bestaande personen, waar wel maandenlang een artikel over bestond.

### Snelle verspreiding van verkeerde informatie
Artikelen op Wikipedia scoren over het algemeen hoog in de zoekmachines. Dit heeft als neveneffect dat ook eventuele foutieve informatie zich vanaf Wikipedia snel over het internet kan verspreiden.

### Vertekening

Resultaat van onderzoek van de Wikimedia Foundation naar enkele kenmerken van bewerkers van Wikipedia

Wikipedia wordt bewerkt door vrijwilligers en heeft een open structuur. In principe kan iedereen daardoor meewerken aan de encyclopedie. In de praktijk blijkt er echter geen sprake van een volledige afspiegeling van de maatschappij. Zo komt uit onderzoek van de Wikimedia Foundation naar enkele kenmerken van bewerkers van Wikipedia naar voren dat de meerderheid van de bewerkers mannelijk is en geen partner en kinderen heeft. Ongeveer de helft valt in de leeftijd tussen 18 en 30 jaar oud, terwijl de groep jonger dan 18 zo'n 25% bedraagt.
Het dominante profiel van de bewerkers heeft – algemeen gesproken – gevolgen voor het soort en aantal artikelen en daarnaast ook voor de inhoud van artikelen, wat Dale Hoiberg, voormalig hoofdredacteur van de Encyclopædia Britannica, een systematische fout of bias noemt. In vergelijking met traditionele encyclopedieën is er dan ook meer aandacht voor sporters, informatica en popcultuur, terwijl onderwerpen als natuurwetenschap, taal, kunst en Afrika soms ondervertegenwoordigd zijn. Zo was bijvoorbeeld het artikel over de stripfiguren Casper en Hobbes op de Engelstalige Wikipedia een tijdlang uitgebreider dan dat over William Shakespeare. The Guardian gaf in 2014 aan dat een artikel op de Engelstalige Wikipedia met een lijst van porno-actrices meer voetnoten kende dan dat met een lijst van schrijfsters. Dit werd al vroeg onderkend, zoals bleek uit projecten als CROSSBOW en het wikiproject systematische bias, die echter niet van lange duur waren.

Demografie per Wikipedia

Naast de kenmerken in het onderzoek van de Wikimedia Foundation spelen ook andere kenmerken een rol. Zo verschilt de demografie per Wikipedia sterk, wat zijn invloed heeft op het soort artikelen en de inhoud daarvan. Artikelen over bepaalde landen, volken, gebruiken en religies zullen niet op elke Wikipedia dezelfde aandacht krijgen. Andere initiatieven zijn onder meer het wegwerken van overmatige nadruk in artikelen op specifieke landen.

### Gendergap
De bewerkers van Wikipedia zijn merendeels mannelijk. Daarom schreef de New Statesman dat de Engelstalige versie niet de "sum of all knowledge" was – de visie van Jimmy Wales, een van de oprichters van Wikipedia – maar eerder de "sum of male knowledge". In het tijdschrift Slate noemde Heather Mac Donald dit in 2011 echter geen probleem: 
De eenvoudigste verklaring voor het verschil in deelname (...) is dat mannen en vrouwen gemiddeld andere interesses hebben en hun vrije tijd op een andere manier willen besteden.

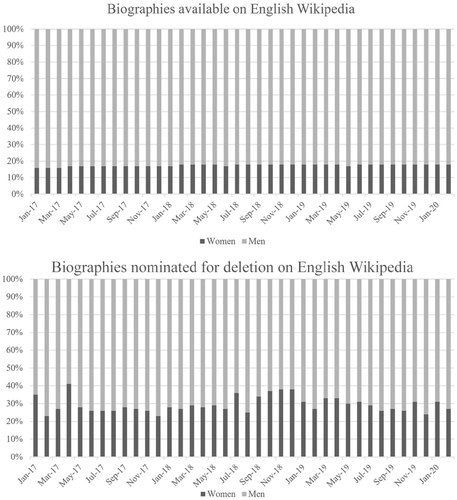
Vergelijking van het relatieve aantal biografieën over vrouwen op de Engelse Wikipedia ten opzichte van het aantal voor verwijdering genomineerde artikelen, van januari 2017 t/m februari 2020.

In 2011 bleek uit onderzoek dat de Engelstalige Wikipedia weliswaar meer artikelen over vrouwen had dan de Encyclopaedia Britannica, maar ook dat de kans dat een artikel over een vrouw ontbrak groter was dan over een man. Dat effect was bovendien sterker in de Wikipedia dan in de Britannica.
Uit onderzoek uit 2015 bleek dat de biografieën van vrouwen heel anders geschreven waren dan die van mannen. Er werd een asymmetrie waargenomen: vrouwen worden meer gerelateerd aan mannen dan omgekeerd. Ook komen in artikelen over vrouwen vaker liefdesrelaties aan de orde, of aspecten van hun gezinsleven.
Het feit dat er minder artikelen over vrouwen waren dan over mannen werd belangrijk genoeg gevonden om verschillende projecten daaraan te wijden, zoals het project "Women in red", dwz "vrouwen in het rood", waarbij rood staat voor de kleur van een link naar een niet bestaand artikel in de Mediawiki software.
In deze projecten worden nieuwe artikelen over relevante vrouwen geschreven. Onderzoek door Francesca Tripodi toonde echter aan dat artikelen over vrouwen op de Engelse Wikipedia minder snel relevant werden gevonden en dat relatief meer artikelen over hen verwijderd werden dan artikelen over mannen. Daardoor wordt het verkleinen van de gendergap moeilijk.

### Manipulatie
Onder meer door de ontwikkeling van de Wikiscanner in 2007 raakten verschillende gevallen bekend waarin de informatie van wikipedia was bijgekleurd, toegevoegd of verwijderd door betrokken personen of instanties, om negatieve informatie over hen aan te passen, maar soms ook om de publieke opinievorming te beïnvloeden. 

### Presentatie
Op de presentatie van artikelen in de userinterface van Wikipedia wordt wel kritiek geuit, omdat deze niet modern, rommelig en niet gebruiksvriendelijk zou zijn. Een modernere presentatie van deze artikelen wordt bijvoorbeeld geboden door Wikiwand, een gepatenteerde software-interface die hiervoor is ontwikkeld. Wikiwand is zelf geen onderdeel van MediaWiki.

### Gevolgen voor traditionele encyclopedieën
In Het Financieele Dagblad verscheen in 2016 een artikel waarin werd gesteld dat Wikipedia negatief bijdraagt aan de economische groei. Wikipedia werd al eerder gezien als een oneerlijke concurrent voor traditionele encyclopedieën. Nicholas Carr viel in The amorality of Web 2.0 (2005, Web 2.0 is amoreel) websites met gebruikersbijdragen als Wikipedia aan, omdat ze beroepsschrijvers (die volgens hem superieur zijn) het brood uit de mond kunnen stoten, want "gratis wint altijd van kwaliteit". Carr schreef: "De geestdriftige visioenen van Web 2.0 gaan er stilzwijgend van uit dat de amateur de overhand krijgt. Maar ik kan me niets angstaanjagenders voorstellen". Anderen bestrijden dat Wikipedia of iets dergelijks de traditionele publicaties volledig gaat verdringen. Chris Anderson, hoofdredacteur van Wired Magazine, beweerde in het natuurwetenschappelijke tijdschrift Nature dat Wikipedia met haar gebruik van groepsverstand (wisdom of crowds) de wetenschappelijke toptijdschriften niet zal vervangen, vanwege de andere rol en strenge procedures voor collegiale toetsing van die tijdschriften.

### Inhoudelijke censuur
Wikipedia zou censuur willen vermijden. Zo werd in 2006 op de Duitstalige Wikipedia geweigerd om de naam van een overleden hacker te verwijderen toen de familie daarom vroeg. Ook werd in 2008 een platenhoes niet verwijderd nadat een Britse organisatie die hoes als kinderpornografie had bestempeld, waardoor in grote delen van het Verenigd Koninkrijk Wikipedia niet meer bereikbaar was. Turkije blokkeerde van 29 april 2017 tot 16 januari 2020 de toegang tot alle talenversies van Wikipedia nadat de encyclopedie had geweigerd sommige inhoud te verwijderen. Niettemin werd in 2009 wel informatie verwijderd over de ontvoering van David S. Rohde door de taliban, omdat volgens de New York Times zijn leven in gevaar kon komen door het bekendmaken van de ontvoering.

## Kwaliteit

### Duitstalige Wikipedia
Een vergelijking in september 2004 van de Duitstalige Wikipedia en twee andere Duitstalige encyclopedieën, Brockhaus en Encarta, door het computertijdschrift c't, viel in het voordeel van Wikipedia uit.

### Engelstalige Wikipedia
In 2005 publiceerde Nature de resultaten van een vergelijkend onderzoek naar de kwaliteit van artikelen in de Engelse Wikipedia (WP) en de Encyclopædia Britannica (EB). Universitaire deskundigen bogen zich over natuurwetenschappelijke teksten, zonder te weten uit welke encyclopedie ze kwamen. In 42 paren van overeenkomstige artikelen uit beide encyclopedieën vonden ze zowel in WP als in EB totaal acht ernstige fouten. Gemiddeld bevatte een WP-artikel vier en een EB-artikel drie foutjes, weglatingen of misleidende beweringen. Nature concludeerde dat hoewel de schrijfstijl van de Britannica veel beter was, de Wikipedia op natuurwetenschappelijk gebied bijna net zo goed was als de Britannica. Orlowski formuleerde het als volgt: de kwaliteit van informatie in deze artikelen was in Wikipedia daarmee 31 procent minder dan in de Britannica. Het betrof hier een betrekkelijk kleine selectie van artikelen over exacte wetenschappen en techniek en veel van de aangetroffen 'fouten' betroffen meningsverschillen tussen de onderzoekers van Nature en de redacteuren van de Britannica over welke feiten vermeld zouden moeten worden in een encyclopedie.
In maart 2006 publiceerde de Encyclopædia Britannica onder de titel "Fatally Flawed" een weerlegging van de onderzoeksresultaten van Nature.
T. Bayer gaf in 2012 een overzicht van verschillende onderzoeken, die uitwezen dat de Engelse en Duitse Wikipedia gemiddeld betrouwbaar waren.

## Afgeleide sites

### Spiegelsites
Er bestaan op het internet een aantal klonen – ook wel mirrors of spiegelsites genoemd – van Wikipedia. Dit zijn websites die de inhoud van Wikipedia-artikelen of een deel hiervan (vrijwel) letterlijk overnemen. Enkele voorbeelden zijn DBpedia, EverybodyWiki Bios & Wiki, Wikiwand en (specifiek in het Nederlands) Encyclo.nl. Ook sommige teksten op WordPress.com zijn min of meer letterlijk afkomstig van Wikipedia. Daarnaast wordt veel van de vrij beschikbare inhoud van Wikipedia door allerlei individuele sites overgenomen en hergebruikt, al dan niet in de vorm van letterlijk gekopieerde tekstpassages. Regelmatig laten deze sites na om de bron van deze informatie correct weer te geven, waardoor de vereiste auteursrechtelijke kennisgevingen niet gerealiseerd worden.
Een belangrijk neveneffect van dergelijke "kloonwebsites" en andere sites die zich primair op Wikipedia baseren is dat ze ervoor zorgen dat informatie op het internet steeds eenzijdiger wordt. Het is geen zeldzaamheid dat vijf van de eerste tien zoekresultaten op Google allemaal hetzelfde artikel bevatten, op verschillende sites. Foutieve informatie kan op deze manier snel over het internet worden verspreid. Critici van Wikipedia zien dit als een zorgelijke ontwikkeling.